# Jason Blake
Jason Blake, född 2 september 1973 i Moorhead, Minnesota, är en amerikansk professionell ishockeyspelare som slutade med hockey efter NHL-säsongen 2011–12, och spelade senast forward i Anaheim Ducks. Han har tidigare representerat Toronto Maple Leafs, New York Islanders och Los Angeles Kings. Han blev Islanders bästa poängplockare och även bästa målgörare säsongen 2006–07.
Blake har sedan början av säsongen 2007–08 varit sjuk i cancer, men har trots det deltagit i alla Torontos matcher. Säsongen 2008–09 så blev han lagets bäste poängplockare då han gjorde 25 mål och 63 poäng på 78 spelade matcher.
Han är far till Jackson Blake.

## Statistik

### Klubbkarriär
| 1992–93    | Waterloo Black Hawks        | USHL       | 45  | 24  | 27  | 51  | 107 | —  | — | — | —  | —  |
| 1993–94    | Waterloo Black Hawks        | USHL       | 47  | 50  | 50  | 100 | 76  | —  | — | — | —  | —  |
| 1994–95    | Ferris State Bulldogs       | CCHA       | 36  | 16  | 16  | 32  | 46  | —  | — | — | —  | —  |
| 1996–97    | North Dakota Fighting Sioux | WCHA       | 43  | 19  | 32  | 51  | 44  | —  | — | — | —  | —  |
| 1997–98    | North Dakota Fighting Sioux | WCHA       | 38  | 24  | 27  | 51  | 62  | —  | — | — | —  | —  |
| 1998–99    | North Dakota Fighting Sioux | WCHA       | 38  | 28  | 41  | 69  | 49  | —  | — | — | —  | —  |
| 1998–99    | Orlando Solar Bears         | IHL        | 5   | 3   | 5   | 8   | 6   | 13 | 3 | 4 | 7  | 20 |
| 1998–99    | Los Angeles Kings           | NHL        | 1   | 1   | 0   | 1   | 0   | —  | — | — | —  | —  |
| 1999–00    | Long Beach Ice Dogs         | IHL        | 7   | 3   | 6   | 9   | 2   | —  | — | — | —  | —  |
| 1999–00    | Los Angeles Kings           | NHL        | 64  | 5   | 18  | 23  | 26  | 3  | 0 | 0 | 0  | 0  |
| 2000–01    | Lowell Lock Monsters        | AHL        | 2   | 0   | 1   | 1   | 2   | —  | — | — | —  | —  |
| 2000–01    | Los Angeles Kings           | NHL        | 17  | 1   | 3   | 4   | 10  | —  | — | — | —  | —  |
| 2000–01    | New York Islanders          | NHL        | 30  | 4   | 8   | 12  | 24  | —  | — | — | —  | —  |
| 2001–02    | New York Islanders          | NHL        | 82  | 8   | 10  | 18  | 36  | 7  | 0 | 1 | 1  | 13 |
| 2002–03    | New York Islanders          | NHL        | 81  | 25  | 30  | 55  | 58  | 5  | 0 | 1 | 1  | 2  |
| 2003–04    | New York Islanders          | NHL        | 75  | 22  | 25  | 47  | 56  | 4  | 2 | 0 | 2  | 2  |
| 2004–05    | HC Lugano                   | NL-A       | 7   | 2   | 2   | 4   | 4   | —  | — | — | —  | —  |
| 2005–06    | New York Islanders          | NHL        | 76  | 28  | 29  | 57  | 60  | —  | — | — | —  | —  |
| 2006–07    | New York Islanders          | NHL        | 82  | 40  | 29  | 69  | 34  | 5  | 1 | 2 | 3  | 2  |
| 2007–08    | Toronto Maple Leafs         | NHL        | 82  | 15  | 37  | 52  | 28  | —  | — | — | —  | —  |
| 2008–09    | Toronto Maple Leafs         | NHL        | 78  | 25  | 38  | 63  | 40  | —  | — | — | —  | —  |
| 2009–10    | Toronto Maple Leafs         | NHL        | 56  | 10  | 16  | 26  | 26  | —  | — | — | —  | —  |
| 2009–10    | Anaheim Ducks               | NHL        | 26  | 6   | 9   | 15  | 10  | —  | — | — | —  | —  |
| 2010–11    | Anaheim Ducks               | NHL        | 76  | 16  | 16  | 32  | 41  | 6  | 3 | 1 | 4  | 0  |
| 2011-12    | Anaheim Ducks               | NHL        | 45  | 7   | 5   | 13  | 6   | —  | — | — | —  | —  |
| NHL totalt | NHL totalt                  | NHL totalt | 871 | 213 | 263 | 486 | 455 | 30 | 6 | 5 | 11 | 19 |

### Internationellt
| År            | Lag           | Turnering     | Matcher | Mål | Assist | Poäng | Utv |
| ------------- | ------------- | ------------- | ------- | --- | ------ | ----- | --- |
| 2000          | USA           | VM            | 7       | 1   | 1      | 2     | 2   |
| 2004          | USA           | WC            | 4       | 1   | 0      | 1     | 2   |
| 2006          | USA           | OS            | 6       | 0   | 0      | 0     | 2   |
| 2009          | USA           | VM            | 9       | 1   | 3      | 4     | 4   |
| Senior totalt | Senior totalt | Senior totalt | 26      | 3   | 4      | 7     | 10  |